# 洛索科查山
14°35′43″S 69°14′34″W / 14.59528°S 69.24278°W
洛索科查山（Losojocha），是秘魯的山峰，位於該國東南部普諾大區，由聖安東尼奧德普蒂納省的西納區負責管轄，屬於阿波洛班巴山脈的一部分，海拔高度5,338米。